# Ełdyty Małe
Ełdyty Małe (niem. Klein Elditten) – wieś w Polsce położona w województwie warmińsko-mazurskim, w powiecie lidzbarskim, w gminie Lubomino.
W latach 1975–1998 miejscowość administracyjnie należała do województwa olsztyńskiego. Wieś znajduje się w historycznym regionie Warmia.
Zobacz też: Ełdyty Wielkie